# Hoorn

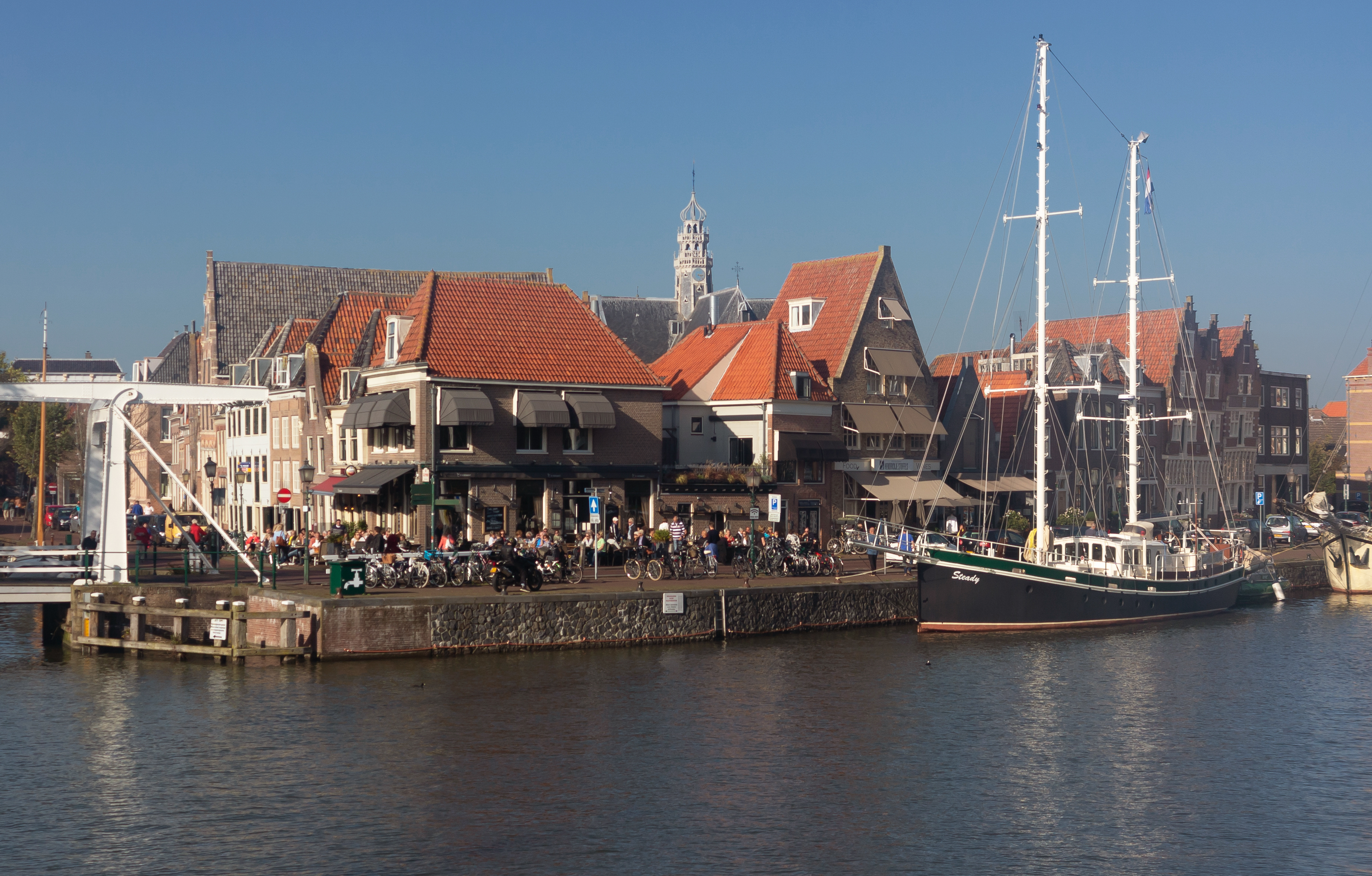
La vista en el Oude Doelenkade

Hoorn es una municipalidad y ciudad de los Países Bajos, situada en la región de Frisia Occidental en el norte de la provincia de Holanda Septentrional. Ubicada en la zona de IJsselmeer, obtuvo la categoría de ciudad en 1357.
La municipalidad de Hoorn incluye además algunas ciudades como Blokker y Zwaag.

## Historia

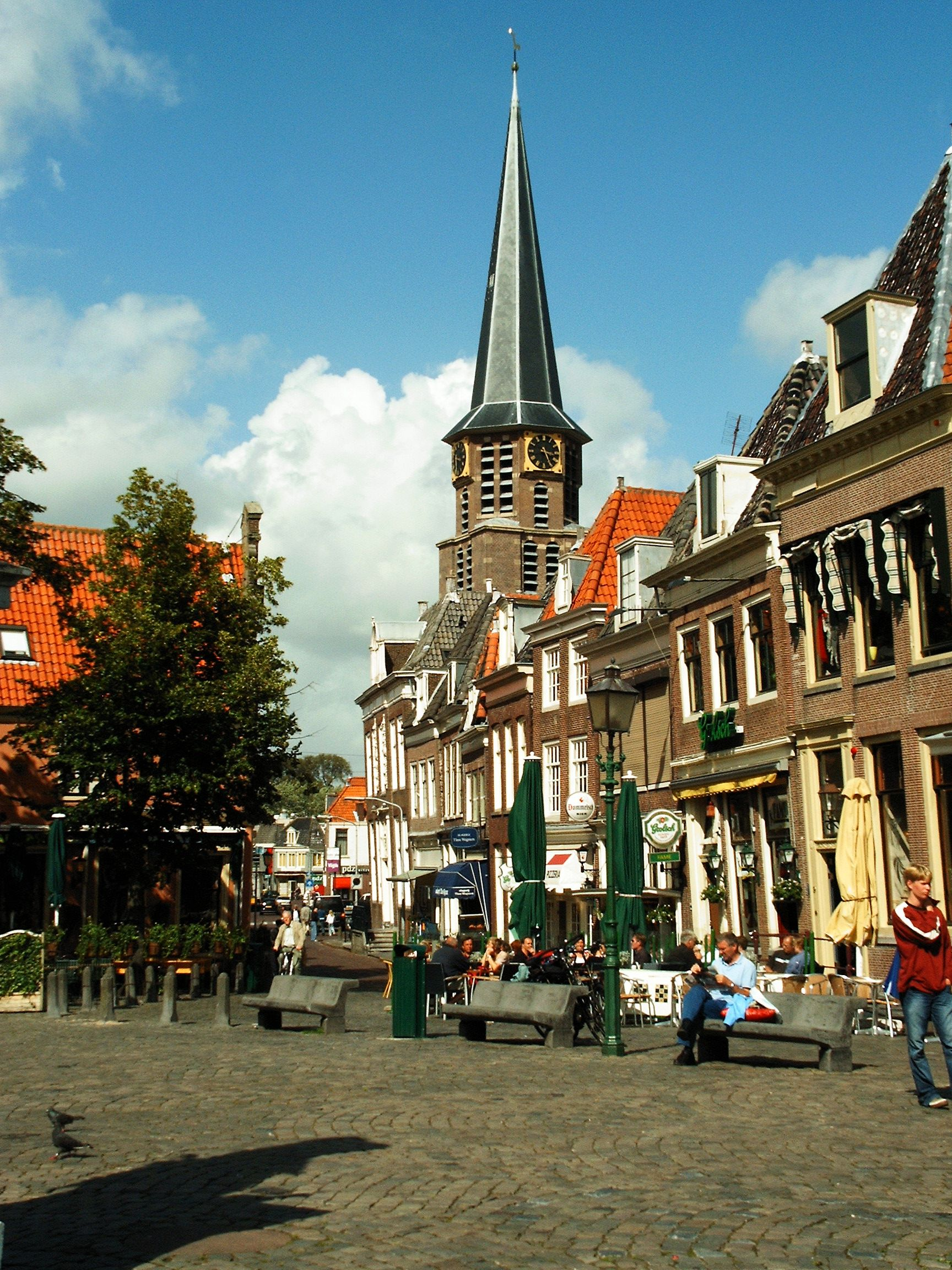
Vista de Hoorn.

El origen de la ciudad se remonta a 1357. Rápidamente, Hoorn creció convirtiéndose en uno de los principales puertos de los Países Bajos del "Siglo de Oro" desde donde zarpaban naves de la Compañía Holandesa de las Indias Orientales y un importante centro comercial. Diversas especias como la pimienta, la nuez moscada y el clavo de olor eran comerciados en la zona. De esta ciudad también, zarparon varios expedicionarios, como Jacob le Maire y Willem Schouten quienes descubrieron el Cabo de Hornos (zona que lleva su nombre en honor a la ciudad de Hoorn), mientras que Jan Pieterszoon Coen fue uno de los principales fundadores de las Indias Orientales Neerlandesas (actual Indonesia) y de la ciudad de Batavia en 1619.
La prosperidad de la ciudad declinó durante el siglo XVIII, cuando su pujante puerto se convirtió en poco más grande que una villa de pescadores del Zuiderzee. Tras las Guerras Napoleónicas y la invasión francesa del país, Hoorn se convirtió en el centro del comercio agrícola de la zona occidental de Frisia, posición que se acrecentó con la llegada del ferrocarril a fines del siglo XIX debido a su estratégica situación cerca de los principales centros urbanos de Holanda Septentrional. En 1932, fue construido el dique llamado Afsluitdijk, que privó a Hoorn de su condición de puerto marítimo.
Tras la Segunda Guerra Mundial, Hoorn se recuperó rápidamente y durante la década de los años 1960, fue convertida en zona residencial para liberar en parte la sobre poblada región de Randstad. Así, cientos de personas se mudaron de pequeños apartamentos en Ámsterdam a casas familiares en Hoorn.

## Blokker
Blokker es una aldea en la región de Frisia Occidental en la provincia de Holanda Septentrional. Blokker se divide en dos partes; Westerblokker y Oosterblokker. Ahora Westerblokker es parte de la municipalidad de Hoorn y Oosterblokker es parte de la municipalidad Drechterland. Westerblokker ahora se incluyen a menudo la ciudad y el condado también llamado Blokker llamado simplemente. Blokker tiene 5580 habitantes (2007), de los cuales 1570 viven en Oosterblokker y 4010 en Westerblokker.

## Zwaag
Demografía
Zwaag tiene 3214 habitantes, de que 1588 hombres y 1626 mujeres. El número de residentes no incluye los barrios Risdam-Noord y Risdam-Zuid. Risdam-Noord y Risdam-Zuid han construido originalmente en el territorio de Zwaag. Inicialmente eran sobre todo marines y artesanos en Zwaag, pero en los siglos XV y XVI eran sobre todo agricultores. En los últimos años el cultivo de flores es muy popular en el empresariado de Zwaag.
Eventos especiales
Cada año hay carnaval en Zwaag. En el carnaval de Zwaag que los residentes en una larga procesión de una ruta fija pasando por el pueblo, con flotadores que tienen significados divertidas. Este evento siempre atrae a más de 50.000 visitantes por la máscara de carnavalorganizada. También encontramos dos veces en cinco años en lugar de un evento musical: el Festival de Baviera. Este festival es organizado desde 1971 por Erika Capilla y está enteramente dedicado a la música de los Alpes.

## Los barrios de Hoorn
- Risdam-Noord: Uno de los barrios de Hoorn se llama Risdam-Noord. Esta en el pueblo Zwaag. Risdam-Noord tiene 7850 habitantes. Hay un club de deportes que se llama HSV.
- Risdam-Zuid: Uno de los otros barrios se llama Risdam-Zuid. En Risdam-Zuid viven 8284 personas. Este barrio se originó en 1971. En Risdam-Zuid hay dos parques, un centro comercial que se llama Huesmolen con una piscina y un bowling. También hay una pista de atletismo que se llama de Blauwe Berg, un colegio que se llama Clusius College y una pista de patinar.
- El centro de la ciudad de Hoorn: El centro de Hoorn es la parte más vieja. Hay muchas tiendas, por ejemplo tiendas de ropas. También hay lugares de salir, un puerto y una plaza que se llama Roode Steen. En De Roode Steen están muchas cafés y restaurantes.
- De Grote Waal: De Grote Waal también es un barrio de Hoorn. Los partes más antiguos de este barrio origen en 1930. En de Grote Waal viven 8500 habitantes. En de Grote Waal hay tres escuelas, un farmacia, un complejo de deporte y un centro commercial. De Grote Waal es un barrio multicultural.
- De Kersenboogerd: Kersenboogerd es el último barrio de Hoorn. En de Kersenboogerd viven 21848 personas. En este barrio hay tiendas, por ejemplo un Aldi y una tienda de bicicletas. También hay una biblioteca.

## Personalidades
- Willem Cornelisz Schouten (c. 1567 – 1625), navegante, el primero en atravesar la ruta del Cabo de Hornos hacia el Pacífico.
- Jan Pieterszoon Coen (1587-1629), gobernador General de las Indias Orientales Neerlandesas.
- Corine Rottschäfer, Miss Mundo 1959.
- Martinus Houttuyn (1720-1798), naturalista y editor.
- Hadrianus Junius (1511-1575), conocido también como Adriaen de Jonghe, médico, sabio, traductor, lexicógrafo, anticuario y poeta en latín.
- George Baker, cantautor y productor.
- Ernesto Hoost (nacido el 11 de julio de 1965), cuatro veces campeón mundial de K-1.